# Veulettes-sur-Mer
Veulettes-sur-Mer é uma comuna francesa na região administrativa da Normandia, no departamento de Sena Marítimo. Estende-se por uma área de 4,75 km². Em 2010 a comuna tinha 279 habitantes (densidade: 58,7 hab./km²).